# チャドルバギ

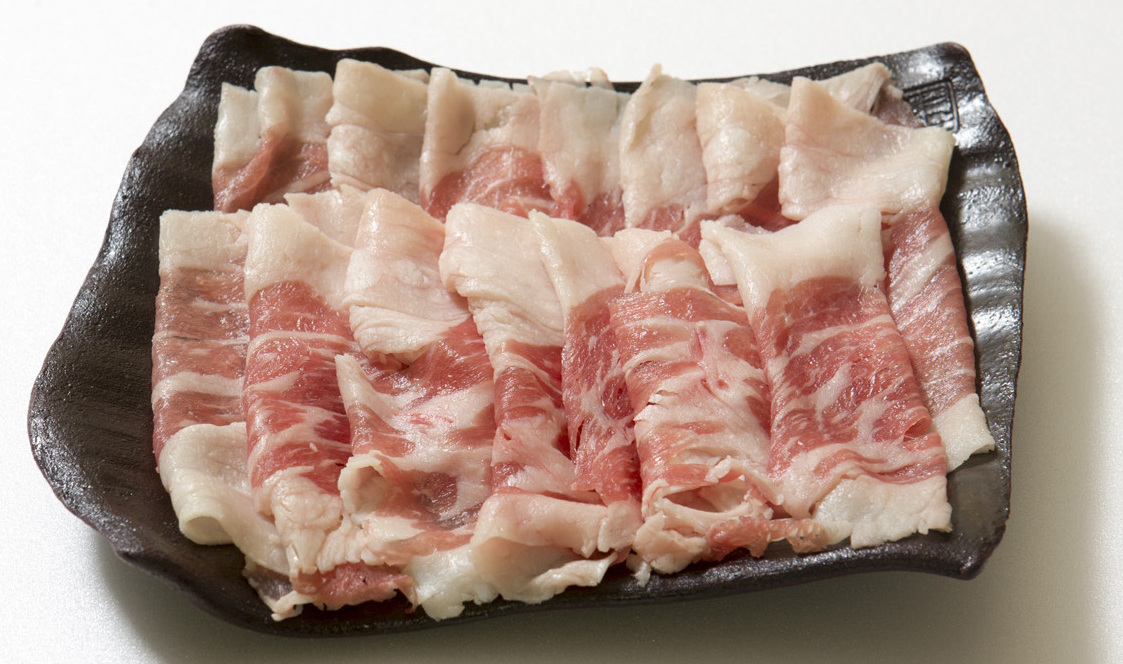
チャドルバギ

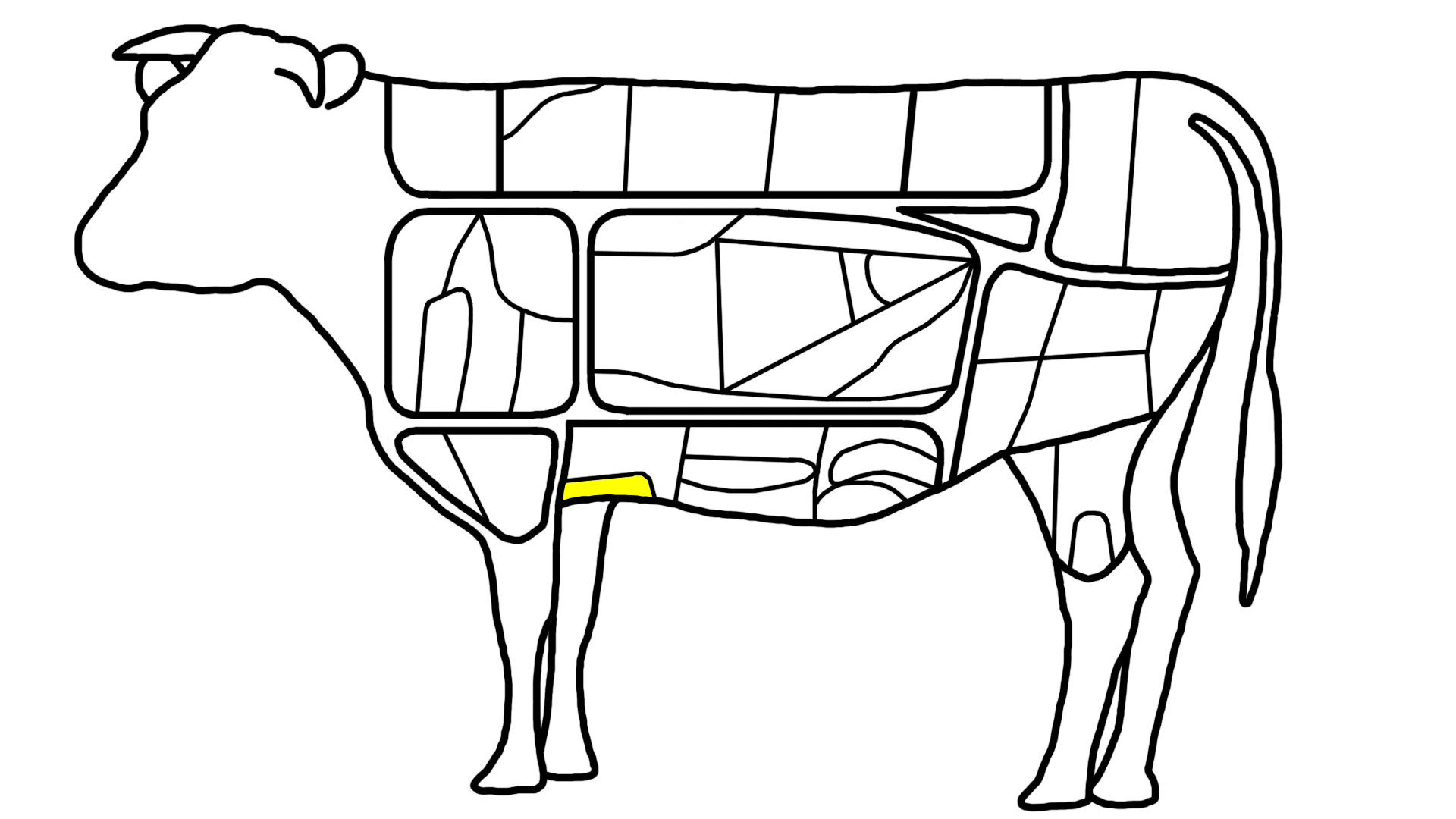
チャドルバギ（黄色で表示）

チャドルバギ（朝: 차돌박이）は、韓国の牛肉の部位。牛の肋間についている白色でやや硬い脂肪質のあばら肉。